# Gnojnik
Gnojnik est une localité polonaise, siège de la gmina de Gnojnik, située dans le powiat de Brzesko en voïvodie de Petite-Pologne.